# قوس بيرلز
في الفيزياء النظرية ، قوس بيرلز هو وصف مكافئ لقوس بواسون. يمكن تعريفها مباشرة من الفعل ولا تتطلب الإحداثيات الكنسية وعمومها الكنسية ليتم تحديدها مسبقا.
القوس
{\displaystyle [A,B]}
يتم تعريفه على أنه
{\displaystyle D_{A}(B)-D_{B}(A)},
كالفرق بين نوع من الفعل لكمية على أخرى، ناقص الحد المقلوب.
في ميكانيكا الكم ، يصبح قوس بيرلز قوس مبدل أي قوس كذبة .